# 曹煜 (嘉靖進士)
曹煜，江西浮梁县人，明朝政治人物。同进士出身。

## 生平
嘉靖元年（1522年）壬午科江西乡试举人，五年（1526年）丙戌科三甲166名进士。嘉靖七年（1528年）接替徐昭书任上海县知县。十一年十一月选授南京试御史理刑，復除四川道御史，十六年十二月升浙江按察司佥事，官至四川按察使司僉事。有《东溪蔓语》。

## 政绩
任上海知县期间，上司命从严追缴赋税，曹煜说：“征科之法，以勿急为善，请缓之。”百姓得以免罪。又上海所辖的近海几个乡吏，素仗气势，奸诈而好讼，动辄牵涉数十人，绵历岁月，不到破产不止，曹煜常委曲譬晓，开启他们改过，诡讼渐渐平息。并力修葺文庙，修桥梁，浚河道，捐出粮食买药，使贫民得以生存，开办养济院，使孤寡得以受惠。